# Karel Štěpánek
Karel Štěpánek (1899–1980) foi um ator tcheco que passou muitos anos na Austrália e geralmente atuou nos filmes alemães. Em 1940, ele fugiu para a Grã-Bretanha e passou grande parte da sua carreira atuando lá.

## Filmografia selecionada
- Five from the Jazz Band (1932)
- Walzerkrieg (1933)
- Women Are Better Diplomats (1941)
- The File of the Golden Goose (1969)
- Before Winter Comes (1969)
- The Games (1970)
- Been Down So Long It Looks Like Up to Me (1971)